# Білоцерківський шлях
Білоцерківський шлях — торговельний шлях, зафіксований вперше 1639 року у книзі Київського підкоморського суду.
Шлях йшов з Києва, через село-поштову станцію Красний Трактир на Хотів (нині село Києво-Святошинського району), далі Білокняжим полем на Янковичі та Крушинку (нині обидва села Васильківського району Київської області), Васильків ( в літописі під 1151 дорога мала назву Василівська) і Білу Церкву.
Шлях від Білої Церкви через Яхнів і Рогожне в районі Поволоч (нині села Попільнянського району Житомирської області) з'єднував Білоцерківський шлях з Івницьким. 
Шляхом часто користувалися прасоли й коломийці (останні брали галицьку сіль із солеварень Покуття й Підгір'я), а також деякі купці, які, щоб потрапити на Волинь й уникнути сплати мита в Житомирі, обирали цей шлях як об'їзний.